# جواهرات مسروقه
جواهرات مسروقه (انگلیسی: The Stolen Jools) یک فیلم کمدی آمریکایی به کارگردانی ویلیام مک‌گن است که در سال ۱۹۴۳ منتشر شد.

## بازیگران

### در ایستگاه پلیس
- والاس بیری
- باستر کیتون
- جی. فارل مک‌دانلد
- ادوارد جی. رابینسون
- جورج استون

### مأموران پلیس
- ادی کین
- استن لورل
- اولیور هاردی

### در منزل قربانی
- آلن هاسکینز
- نورمن چانی
- پالی مورن
- نورما شیرر
- هدا هاپر
- شرلی جین ریکرت

### مکالمه دونفره
- جوآن کراوفورد
- ویلیام هاینس

### هنگام صبحانه
- ویکتور مک‌لاگلن
- ادموند لو
- ال برندل

### در هتل
- چارلز ماری
- فیفی د اورسی
- وارنر بکستر
- آیرین دان

### هنگام نهار
- رابرت وولسی

### در استودیوی فیلم
- ریچارد دیکس
- کلودیا دل
- لاول شرمن

### روزنامه‌نگاران
- یوجین پلت
- استوارت اروین
- گری کوپر
- وین گیبسن
- بادی راجرز
- ریچارد «اسکیتس» گَلِگر

### کارآگاه
- موریس شوالیه

### زیر درخت
- داگلاس فیربنکس جونیور
- لرتا یانگ
- ریچارد بارتلمس
- چارلز باتروورث

### زوج‌ها در منزل
- بن لیون
- ببه دنیلز
- فرانک فی
- باربارا استانویک

### در صحنهٔ فیلم
- جک اوکی
- فی ری

### آپارات‌چی
- جرج «گبی» هیز

### کوتوله‌ها
- لیتل بیلی
- میتزی گرین

### نام‌شان در عنوان‌بندی نیامده
- جو ای براون
- برت لایتل
- رابرت ایمز